# Різновиди футболу

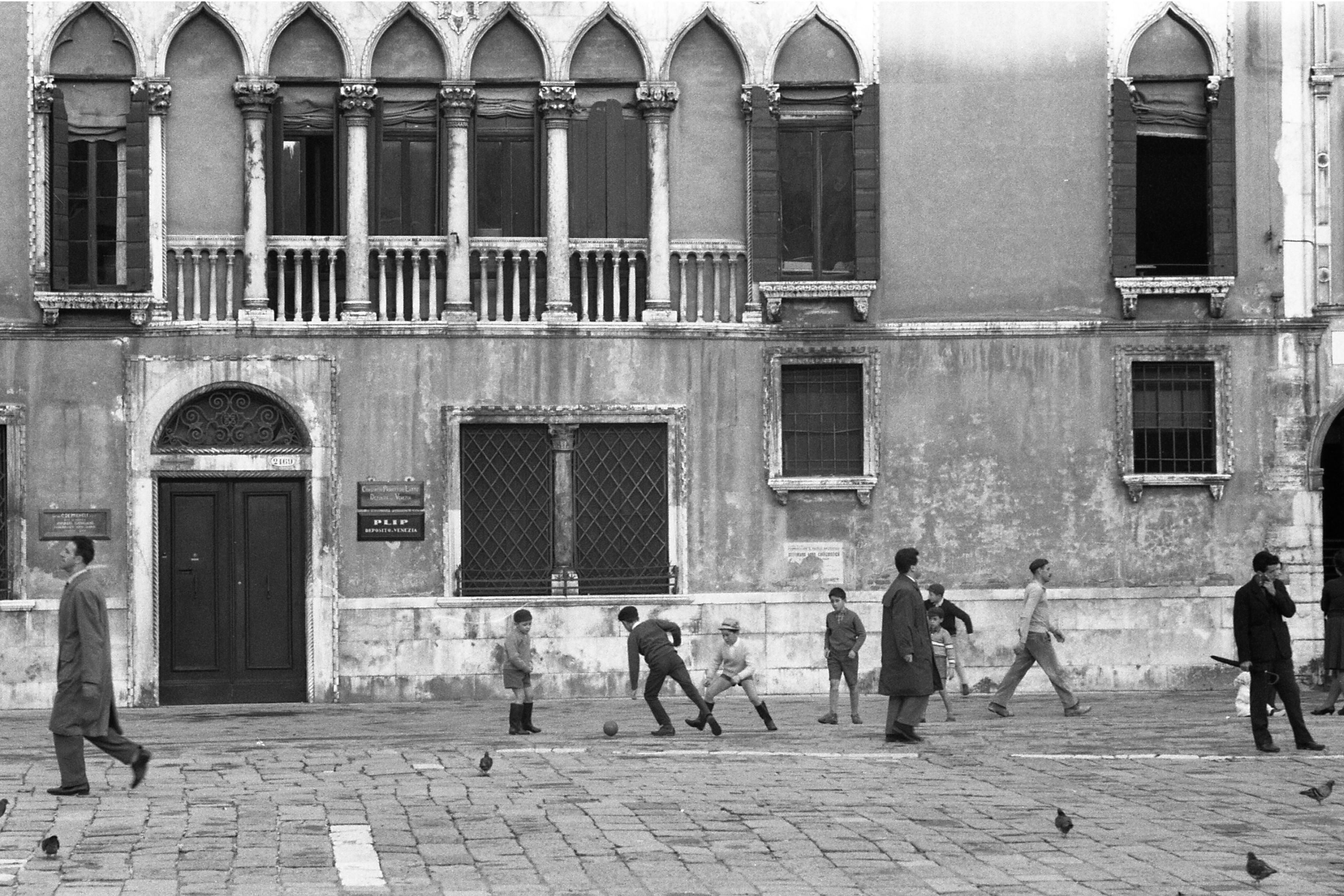
Фото Паоло Монті, 1960

Футбол (від англ. foot — нога й англ. ball — м'яч) — командна гра з м'ячем. Історичні джерела футболу загубилися в глибині віків, оскільки командні змагання з м'ячем відомі ще в стародавньому світі. Базуючись на стародавніх традиціях ігор з м'ячем в різних країнах, впродовж здебільшого XIX століття встановилися кодекси правил, що започаткували кілька визнаних міжнародних чи національних видів футболу.
Найпоширеніші з них включають:
- Футбол асоціації (англ. association football) або просто футбол. Грається за правилами Футбольної Асоціації. Поширенішою назвою в англомовному світі є сокер (за традицією скорочення сок від слова асоціація — різновид та ер — той, хто має до нього стосунок). Цей різновид, з огляду на простоту правил, є найпопулярнішим у світі видом спорту за кількістю гравців і телеглядачів. Повна назва гри майже не вживається (окрім Великої Британії), проте збереглася в акронімах ФІФА й УЄФА, де останні дві літери означають «футбол асоціації». Футбол має багато різновидів, що відрізняються від класичного варіанту гри розмірами майданчика, кількістю гравців і деякими іншими не дуже суттєвими відмінностями у правилах: мініфутбол (нині футзал), пляжний футбол тощо.
- Футбол-регбі або просто регбі — другий за популярністю різновид футболу. У класичному своєму варіанті регбі вважається найбільш командним видом спорту, який поєднує складність та різноманітність тактичних схем (за складністю близько до шахів), з елементами вільної боротьби та легкої атлетики. Гра тактично та технічно підготовлених команд є надзвичайно захоплюючим видовищем. В Україні повна назва майже не вживається. Регбі має декілька власних різновидів: регбі-15, регбіліг, регбі-7, тач-регбі, регбі-10 тощо, котрі іноді досить суттєво відрізняються за правилами від класичного варіанту. Нащадками регбі є американський футбол, канадський футбол, гандбол та баскетбол.

До національних видів футболу належать:
- Гельський футбол — належить до традиційних ірландських видів спорту
- Австралійський футбол, або оззі-рулз, вважається нащадком гельського футболу — найдинамічніший та найжорсткіший із футболів, національний вид спорту австралійського штату Вікторія.
- Грузинське лело бурті[en], або лело — грузинською спроба — традиційна чоловіча розвага грузинських народів.
- Кальчо — італійський середньовічний вид спорту, більш подібний за правилами до регбі, відомий також під назвою кальчо флорентіно — від традиційного щорічного турніру на площі у Флоренції.
- Ба — старовинна кельтська чоловіча забава, у якому традиційно розділене на два табори селище намагається пронести тяжкий м'яч до залікової зони (іноді це узбережжя, чи церква).
- Американський футбол — відомий у англомовновному світі також як грідірон (англ. gridiron, досл. «залізна сітка» — назва поля для цього виду спорту) — адаптований американцями для себе і дуже відозмінений варіант давнього регбі.
- Канадський футбол — зовні подібний до американського футболу вид спорту.